# Podium 26
Podium 26/ art toren is een gebouw in het stationsgebied van Arnhem, het maakt daar deel uit van een groter stedelijke ontwikkeling van dat gebied rond Station Arnhem Centraal. Het gebouw zal gerealiseerd worden tussen de Rijntoren en de bioscoop van Pathé.
Het gebouw bestaat uit twee torens, een van 30 en de ander van 54 meter, en zijn ontworpen door het architectenbureau VenhoevenCS.  Het ontwerp van het gebouw is geïnspireerd op de 3D-designkledingstukken van modeontwerpster Iris van Herpen. Het is niet bekend wanneer de bouw zal aanvangen.